# 豊真将紀行
豊真将 紀行（ほうましょう のりゆき、1981年4月16日 - ）は、山口県下関市（旧・豊浦町）出身で錣山部屋に所属した元大相撲力士。本名は山本 洋介（やまもと ようすけ）。現役時代の体格は身長186cm、体重151kg。得意手は右四つ、寄り、左前褌（みつ）。四股名の由来は、〈豊〉は合併のため消滅した豊浦町から、〈真〉は本人の心、〈将〉は大将、〈紀〉はものごとの初めを意味する出身校の監督の一字、〈行〉は父から一字をもらったもので、父母への御礼に従うという意味が込められている。最高位は東小結（2012年5月場所）。趣味は読書、史跡巡り。現在は年寄・錣山。

## 経歴・人物

### 学生時代
地元の旧豊浦町立豊浦中学校（現在の下関市立夢が丘中学校）には校庭に立派な土俵小屋があり、そこで高校生らと混じって鍛えられ、地元の大会でも優秀な成績を修めていた。その時の後輩には境川部屋の豊響がいる。中学卒業後は誘いを受けた埼玉栄高等学校に進学する。
埼玉栄高校では全国大会に出場して活躍し、学業では学年約1600人中一桁の成績を取るなど、文武共に優秀であった。その後日本大学に進学、入学当初からレギュラー格で活躍するも、蜂窩織炎の悪化により1年で相撲部を退部。一時は相撲を諦め、警備員や鳶職などアルバイト中心の学生生活を送っていた。相撲をやめて以降、在学中はバイクを嗜んでいたという。日大相撲部の同期には白石（のちの白乃波）や里山がいる。

### 大相撲入門 - 現役時代
蜂窩織炎の状態が良化した頃、白石と里山の大相撲入りに触発され自身も再び相撲を志す。大学を中退してアルバイト先の社長の紹介で開設されたばかりの錣山部屋に入門し、2004年3月場所に前相撲から初土俵を踏んだ。この時新弟子入門期限間近の22歳11か月であった。入門の際に父からは「もう中途半端なことはするな」と「本気で関取を目指せ」と取れるような言葉を受けた。
約3年相撲から離れていたこともあり、入門当初は母校でもある出稽古先の埼玉栄高校で、エースの澤井豪太郎（豪栄道）に歯が立たず、1年生の佐野マービン・リー・ジュニア（元：幕下大翔勇、現在のマービンJr.）にさえ分が悪いなど苦労したこともあった。入門当初の豊真将に対する錣山の当時の印象は「弱かった。幕下に上がるまで4〜5年かかるな」というものであり、実際に学生相撲出身者としてはまるで精彩を欠いた滑り出しであった。稽古で序二段に勝ったり負けたりの繰り返しであるばかりか初めて番付に名前が載った2004年5月場所では序ノ口の土俵にもかかわらず次々と電車道で運ばれて4勝3敗と勝ち越すのがやっとの状態だった。入門の際にも同期生は約80人といた中で不安を隠しきれず、師匠から「お前は今この80人の中で一番弱いかも知れないが、俺と一緒に頑張ってみんなを抜かして一番上に立とう」と励まされた。それでも「（新たな生活は）新鮮だったし、充実していた」と後年述懐するところに現れるようなひたむきさで基礎からみっちりと稽古を積み、井筒部屋での出稽古で鶴竜らとともに汗を流した結果徐々に本来の力を取り戻し、同年11月場所では三段目で全勝優勝。スピード出世で番付を上げ、翌2005年1月場所、初土俵から5場所で幕下に昇進。幕下上位でも安定した成績を残し、同年11月場所には東幕下3枚目まで番付を上げ、5勝2敗と勝ち越し。続く2006年1月場所で十両に昇進した。その場所も好調で東十両12枚目で10勝5敗と勝ち越し、翌3月場所も12勝3敗と惜しくも十両優勝を逃したが大勝した。5月場所、初土俵からおよそ2年で新入幕。20代錣山が育てた最初の関取となる。
豊真将の入幕は山口県出身力士としては35年ぶりだった。そのため、地元旧豊浦町とそれを引き継いだ今の下関市はもちろん、山口県全体で応援をしていた。NHK山口放送局のニュース番組では、場所中連日その日の取り組みの結果が、豊響ら他の郷土力士の分とともに伝えられ、特に「やまぐち845」では、トップ項目で扱われる日もあった。
新入幕の場所で脚を傷め、また立合いに迷いが出たこともあって、入幕直後は下位でややもたついていたが、入幕4場所目の2006年11月場所は一躍成長を見せた場所になった。初日に豊ノ島に敗れたが、その後は11日目まで10連勝で全勝の横綱・朝青龍を追った。12日目に初めての大関戦となる栃東との一番に敗れ2敗に後退したが、その先も崩れず、優勝はならなかったものの14日目まで朝青龍の優勝を引き伸ばした。12勝3敗の優勝次点の成績と相撲内容が評価され、敢闘賞と技能賞を同時に受賞した。
2007年1月場所は西前頭4枚目の地位で3日目には大関・琴欧洲を初対戦で破ったものの、7勝8敗と負け越した。翌3月場所は1月場所に続き、琴欧洲を始め幕内上位力士を相手に内容のいい相撲で好成績を残し、11勝4敗の好成績で2度目の技能賞を受賞した。新三役の可能性があったが、西関脇で7勝8敗だった琴奨菊が西小結、西前頭筆頭で8勝7敗だった豊ノ島が東小結となったため、翌5月場所は東前頭筆頭に据え置かれた。9月場所でも西前頭筆頭で8勝7敗と勝ち越し、新三役への昇進が確実と見られたが、西前頭3枚目で10勝5敗の琴奨菊が西小結となったため、11月場所での小結昇進は見送られた。
翌2007年11月場所では東前頭筆頭で3勝12敗、翌2008年1月場所では西前頭7枚目で4勝11敗と2場所連続で大敗を喫した。後にこの不振は血中コレステロール値の異常とその投薬治療によるものであったことが明かされた。投薬治療を食事療法に切り替えてからは、3月場所、5月場所、7月場所をいずれも9勝6敗と勝ち越した。
2008年7月場所後に左手首を手術したが、術後の経過が思わしくないため、翌9月場所は西前頭2枚目の地位ながら自身初の休場（全休）。幕尻（東前頭16枚目）に下がった2009年1月場所は11勝4敗の好成績をあげて2度目の敢闘賞を受賞した。2009年3月場所は6日目からの9連勝で11勝4敗の好成績をあげ2場所連続3度目の敢闘賞を受賞。5月場所は新三役の可能性があったが、東前頭筆頭に据え置かれた。初日から14連敗と苦しんだが、千秋楽の嘉風戦に勝利して1991年7月場所の板井以来となる15戦全敗は免れた。取り組み後、豊真将は涙ぐみ、館内は大歓声に包まれた。
2010年5月場所で東前頭2枚目に番付を上げたが場所前に首を痛め、初日から1勝もできないまま7日目から休場した。
2010年7月場所では東前頭13枚目まで番付を下げたが、初日から10連勝し優勝争いに加わる。14日目の徳瀬川戦に敗れるまで幕内優勝の可能性を残し、最終的には11勝4敗で4度目の敢闘賞を受賞した。
2010年11月場所前には、深刻なアクシデントに見舞われた。10月23日の秋巡業、尼崎場所で右足親指の傷口からばい菌が入る破傷風で、30日に突然41度を超す高熱が出た。病院に駆け込んだが、一時は意識を失うほどの重い症状で、生死をさまよう体験もした。豊真将自身「三途川で、死んだじいちゃんが出てきた。あんなことは人生で初めてだった…」と語った程だった。3日間高熱はひかなかったものの完治して退院、場所前には出稽古ができるまでに回復した。同場所では東前頭3枚目で7勝8敗と負け越したが、2大関（琴欧洲・把瑠都）に土をつけた。なお、琴欧洲戦の勝利は2007年3月場所以来、把瑠都戦の勝利は2006年11月場所以来。
2011年7月場所は東前頭9枚目で11勝4敗の成績を挙げ、5回目の敢闘賞を受賞した。翌9月場所では、東前頭筆頭で10勝5敗と2桁勝利を挙げ、同年11月場所でようやく待望の新三役（西小結）昇進を果たした。なお30歳6ヶ月での三役昇進は、1958年以降初土俵の力士としては第4位の高齢昇進だった。しかし新小結の11月場所は初日から7連敗を喫し、4勝11敗と大きく負け越した。5月場所（最高位となる東小結）、11月場所で小結(西小結)に復帰したがいずれも4勝11敗に終わった。
翌2013年1月場所は左肩腱板断裂により全休し、翌3月場所は初めて十両へ陥落。その場所も怪我が完治しなかったため全休した。幕下落ちも懸念されていたが、翌5月場所の番付は西十両14枚目と十両にとどまった。同場所から2場所連続で9勝6敗と勝ち越し、9月場所には西前頭13枚目まで大きく番付を上げた。西十両6枚目から9勝6敗で9枚の上昇は異例である。その9月場所では9日目に左肩のテーピングが取れ、10日目に1年ぶりの幕内勝ち越しを決めるなど調子を万全に近いところまで戻した様子がうかがえた。最終的に10勝5敗と二桁勝利を挙げた。2014年1月場所前の1月3日には虫垂炎の手術を受け、場所直前の様子は師匠によると「手術した傷口がまだ塞がっていないので、今場所は、途中から出場することも厳しいと思う」と言い、このため豊真将は1月場所を休場することを選択した。
翌3月場所は2度目の十両陥落となったが、1月場所中から既に稽古場に降りていたこともあり、絶好調で格の違いを見せつける相撲を展開。初日から14連勝して千秋楽に北の富士賞に王手をかけたが、大道に敗れて全勝優勝はならなかった。それでも堂々14勝1敗で十両優勝を飾った。東前頭7枚目に地位で迎えた同年5月場所の途中、同郷の元大関であり理事長経験者でもある先代放駒こと魁傑が急死するという悲報に見舞われたが、最終的には9勝6敗の勝ち越しを果たす。なお場所途中に魁傑の訃報が伝えられただけに、この場所の9日目に同じ山口県出身の幕内力士である豊響と対戦したことは話題になった。
東前頭2枚目まで番付を戻した7月場所は5日目の日馬富士戦で右膝前十字靱帯損傷など右脚を4カ所も痛める重傷を負い、全治2ヶ月の診断を受ける。怪我については、右の膝から太ももが左の倍近くも腫れ上がって自力で歩けず「足の先までしびれている」と話す。結果的にこの取組が現役最後の一番となり、この怪我で再起不能となった。6日目から途中休場したが早期復帰に向けて手術をしない方針を明かしたが、8月2日には手術を受けた。西十両9枚目まで下がった翌11月場所は、手術を受けた右膝の回復が思わしくないため、錣山が直前まで様子を見た末に初日から休場（初日は不戦敗）。同日「右膝脱臼で今後2か月のリハビリ加療を要する」との診断書を日本相撲協会に提出した。
再起不能の怪我については、土俵での負傷から3日経っても右足首が全く動かず、雪駄も履けない状況に「痛めたのはひざなのにおかしいな」と異変を感じ、インターネットで症状を調べると「腓骨神経麻痺」が当てはまり、医師からも同じ病名を伝えられて絶望した。右膝前十字靭帯断裂、内側及び外側の側副靭帯損傷、ハムストリング断裂と、腓骨神経麻痺以外にもいくつもの病名が重なり、都合2度にわたる施術で100針を縫う大手術となり、1ヶ月の入院では激痛に対して大量の睡眠薬が処方されたがそれでも1日1時間と眠れなかった。復帰を2015年1月場所と決めてリハビリを重ねたが回復が思わしくなく、出場の目途が立たなかった。勝てないと分かって思い出作りのために関取を目指す幕下上位の力士と対戦することは対戦相手に失礼だと思い、引退を決意。

### 親方として
翌2015年1月場所は幕下転落。この場所は初日から休場となった後、6日目の1月16日に引退を発表。年寄・立田川を襲名した。
2016年1月30日には断髪式が行われ、約300人がはさみを入れた。断髪式は全席の観客に見やすくするため、正面→東→向正面→西→正面と向きを変えながらの、いわゆる回転式で進行したため、これがおそらく角界初の試みであるとして話題となった。

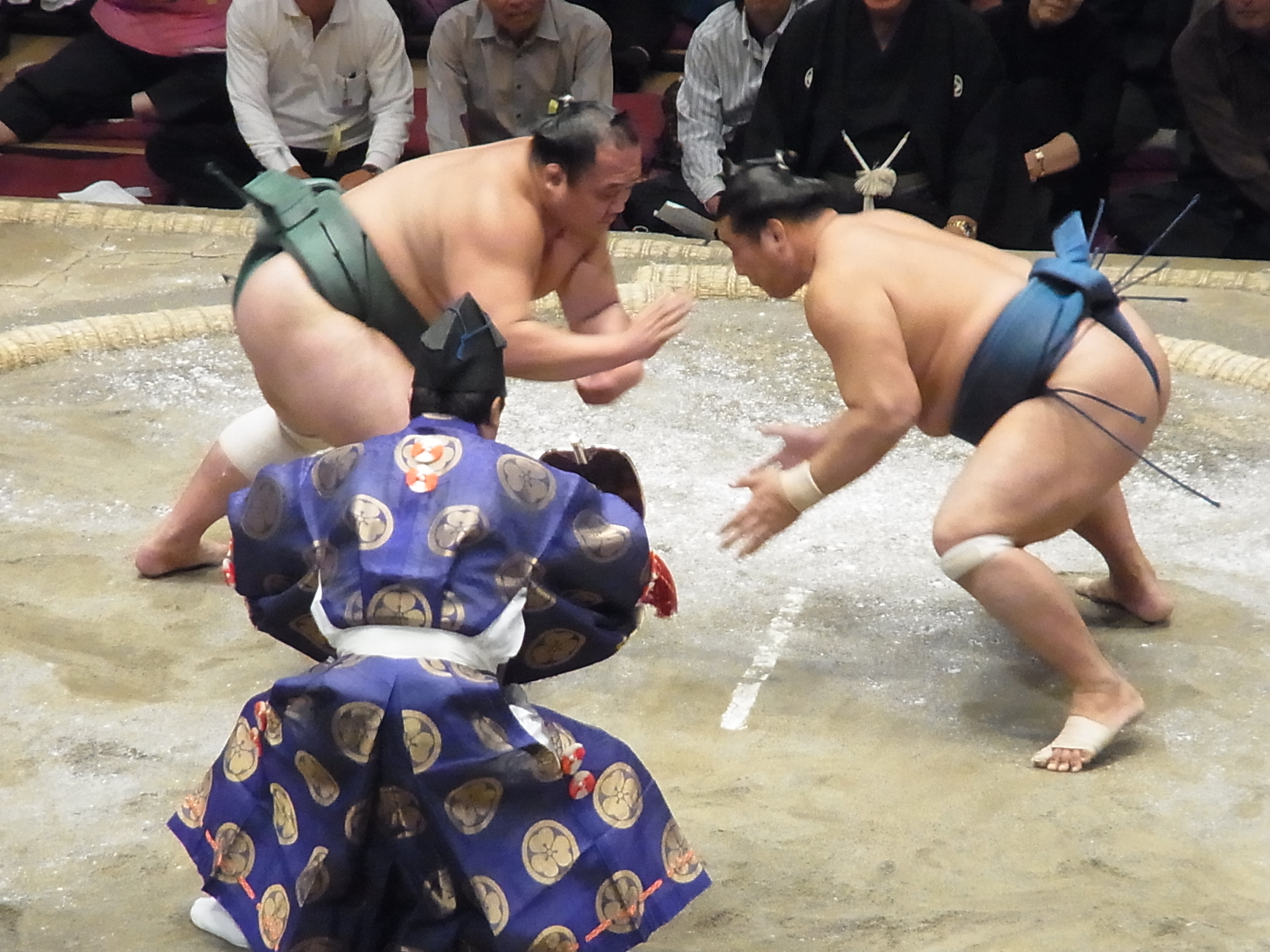
明治神宮例祭奉祝 奉納70回全日本力士選士権大会 相手は北太樹（2011年10月3日撮影）

2023年12月17日に現役時代の師匠の20代錣山が死去した際には「ありがとうございました。感謝の気持ちしかないです」と声を震わせながら思いを語った。同年11月場所中には既に病床の20代錣山から部屋の留守を任され、20代錣山の死去に際して「部屋継承が濃厚」と報じられた。18日、立田川が錣山部屋を継承する意向を明かした。11月場所前に、同場所を休場した20代錣山から電話で、事実上の後継者指名を受けていた。電話できる状態まで回復した際に「洋介（本名・山本洋介）、部屋のことを頼むな」と告げられたと、声を詰まらせながら明かした。それが20代錣山最後に交わした会話だった。同年12月27日、2024年1月場所は立田川が錣山部屋の師匠代行として力士らの管理監督を担うことが日本相撲協会の持ち回り理事会で承認され、翌28日に発表された。
2024年2月23日付で年寄名跡「錣山」の継承・襲名と、錣山部屋継承が日本相撲協会理事会によって承認された。部屋継承の正式承認の際には「弟子たちをまとめるために、師匠の思いを受け継ぎ、今まで通りの錣山部屋として頑張っていきたい」と抱負を述べた。錣山襲名後は下の名前も前師匠がかつて名乗っていた「矩幸」に改めた。

## 取り口
『平成二十二年度大相撲力士名鑑』（ベースボール・マガジン社）には、得意技が「左前ミツ、寄り」であると表記されている。守りの堅さを生かした取り口である。立合いの当たりはあまり強くなく押し込まれることも多いが、頭を付け低い姿勢を常に保って攻撃をしのぎ、前褌を取って攻めるなり相手の引きに乗じおっつけを活かして押し込むなどして反攻に転じる。この取り口は前に落ちることの少ない足腰の強さに支えられている。だが師匠の錣山曰く相撲勘が悪いことが弱点であり、稀勢の里と共に相撲勘の悪い好例として扱われたこともある。ややもすると受け身になりがちな取り口でもあることでいつしか「守りの豊真将」と言われるようになったが、2009年5月場所千秋楽に幕内皆勤全敗を回避した白星を得たことから心境が変わり、2010年7月場所では積極果敢な攻めを活かして初日から10連勝する、2010年11月場所の把瑠都戦などで仕切り線から大きく後退して相手がフワッと立ったところを一気に攻める奇襲を行うなど取り口にも積極性が増した。
5月場所と11月場所には相性が悪く、幕内では5月場所での勝ち越しは2008年と2014年の2度、11月場所での勝ち越しは2006年の1度しかない。逆に3月場所と7月場所には相性が良く、幕内では毎年9〜11勝を挙げて勝ち越していて、引退まで皆勤の負け越しがなかった。対横綱戦は22戦全敗と、対横綱戦未勝利の記録としては2019年7月場所終了時点ではワースト3位の連敗記録。
来歴にもあるように現役時代は高コレステロール血症、破傷風、虫垂炎など病気に苦しみ、当時の力士としても若干病弱な傾向があった。

## 評価・その他
- 性格は、真面目・温厚・人見知りしないと自他共に認めるもので、そのためファンサービスも良かった。武士を思わせる堂々とした風貌で、現役時代には手刀や塵手水といった所作が非常に細やかで丁寧であった[1]。また勝ち負けに関係なく、取組後に深々と礼（最敬礼）をする所作が清々しかったという声も多い。幕内力士土俵入りの際には、平幕力士の中では隆の山、高見盛、安美錦、豊ノ島、旭天鵬らと並び大きな声援を受ける部類に入っていた。金を稼ぐことの厳しさ、人間関係の重要性は警備会社のアルバイト中に学んだといい、これが人間性を大きく高める契機となったという。所作を丁寧に行うようになったきっかけは「ピシッとやると、大きく見えて、相手を威圧できる」という錣山の教えであり、その所作の良さに指導した本人である錣山も豊真将の引退会見で「礼で始まり、礼で終わる相撲道を体現できる数少ない力士。弟子ながら尊敬している」と称賛していた[28]。
- 同門の横綱・鶴竜と仲が良いといわれる。豊真将の師匠は錣山親方（元関脇寺尾）で、鶴竜の師匠は錣山の実兄である井筒親方（元関脇逆鉾）。井筒三兄弟として人気力士であった逆鉾と寺尾の弟子という、いとこのような関係で仲が良く、稽古を共にすることもあった。2014年春場所に鶴竜が初優勝した際（豊真将自身も十両優勝）には、優勝パレードで旗手を務めた。
- NHK大河ドラマ「平清盛」に、平安時代の力士「長門」役で出演。大河ドラマで現役力士が出演することは史上初。豊真将の他、いずれも錣山部屋所属で幕下の松本（のちに十両まで進む彩）、三段目の大原 （のちの瞬迅）、序二段の闘林山（のちの臥牛山）、大地、序ノ口の蒼天龍（2022年5月場所後の彩を最後に全員引退）も同じく力士役で出演している。
- Facebookを利用している。
- 豊響と同じくフグがデザインされた化粧廻しを「豊真将下関有志一同」から贈られている[29]。この化粧まわしは引退後に下関市に寄贈されている[30]。
- 2013年5月場所前の稽古では三段目の力士と5分、初日前日に幕下の松本（=彩）と10番取って勝てず、場所が始まっても4日目まで初日が出ないために負け越しを濃厚視するも、親方に励まされた後届いたメール[注 6]に感涙したというエピソードが『相撲』2013年11月号の『琴剣 相撲のす』に描かれた。

## 合い口
- 第68代横綱・朝青龍には0勝3敗。
- 第69代横綱・白鵬には0勝17敗。白鵬の大関在位中は2敗、横綱昇進後は15戦全敗。
- 第70代横綱・日馬富士には3勝15敗。日馬富士の大関時代は1勝8敗、横綱昇進後は0勝3敗。最後の対戦となった2014年7月場所で、引退につながる負傷を負った。
- 第71代横綱・鶴竜には8勝12敗（不戦敗1あり）。鶴竜の大関時代は1勝3敗、横綱昇進後は不戦敗1のみ。
- 第72代横綱・稀勢の里には6勝9敗。稀勢の里の大関時代は1勝4敗、横綱昇進後は対戦なし。
- 元大関・千代大海には2勝3敗。
- 元大関・魁皇には2勝10敗。
- 元大関・琴欧洲には7勝11敗。
- 元大関・琴光喜には1勝7敗。琴光喜の大関昇進後は0勝4敗。
- 元大関・把瑠都には3勝12敗。把瑠都の大関昇進後は2勝6敗。
- 元大関・琴奨菊には4勝15敗。琴奨菊の大関昇進後は1勝5敗。
- 元大関・豪栄道には6勝7敗。すべて豪栄道の大関昇進前の対戦。
- 元大関・高安には3勝4敗。すべて高安の大関昇進前の対戦。
- 元大関・栃ノ心には7勝5敗。すべて栃ノ心の大関昇進前の対戦。

## 主な成績

### 通算成績
- 通算成績：415勝344敗109休 勝率.547
- 幕内成績：309勝304敗77休 勝率.504
- 現役在位：65場所
- 幕内在位：45場所
- 三役在位：3場所 （小結3場所）

### 各段優勝
- 十両優勝：1回（2014年3月場所）
- 三段目優勝：1回（2004年11月場所）

### 三賞・金星
- 三賞：7回
  - 敢闘賞：5回（2006年11月場所、2009年1月場所、2009年3月場所、2010年7月場所、2011年7月場所）[1]
  - 技能賞：2回（2006年11月場所、2007年3月場所）[1]
- 金星：なし

### 場所別成績
| | 一月場所 初場所（東京） | 三月場所 春場所（大阪） | 五月場所 夏場所（東京） | 七月場所 名古屋場所（愛知） | 九月場所 秋場所（東京）  | 十一月場所 九州場所（福岡） |
| --- | ----------------------- | ----------------------- | ----------------------- | --------------------------- | ------------------------ | --------------------------- |
| 2004年 （平成16年） | x                       | （前相撲）              | 東序ノ口13枚目 4–3      | 東序二段114枚目 6–1         | 西序二段33枚目 6–1       | 西三段目68枚目 優勝 7–0     |
| 2005年 （平成17年） | 東幕下42枚目 4–3        | 東幕下34枚目 5–2        | 西幕下24枚目 6–1        | 東幕下8枚目 4–3             | 東幕下7枚目 5–2          | 東幕下3枚目 5–2             |
| 2006年 （平成18年） | 東十両12枚目 10–5       | 東十両5枚目 12–3        | 東前頭11枚目 6–9        | 東前頭14枚目 9–6            | 東前頭11枚目 7–8         | 東前頭11枚目 12–3 敢技      |
| 2007年 （平成19年） | 西前頭4枚目 7–8         | 西前頭5枚目 11–4 技     | 東前頭筆頭 5–10         | 東前頭6枚目 9–6             | 西前頭筆頭 8–7           | 東前頭筆頭 3–12             |
| 2008年 （平成20年） | 西前頭7枚目 4–11        | 東前頭13枚目 9–6        | 西前頭11枚目 9–6        | 東前頭6枚目 9–6             | 西前頭2枚目 休場 0–0–15  | 西前頭15枚目 7–8            |
| 2009年 （平成21年） | 東前頭16枚目 11–4 敢    | 東前頭7枚目 11–4 敢     | 東前頭筆頭 1–14         | 東前頭15枚目 10–5           | 西前頭6枚目 7–8          | 西前頭7枚目 6–9             |
| 2010年 （平成22年） | 東前頭12枚目 9–6        | 西前頭5枚目 9–6         | 西前頭2枚目 0–7–8       | 東前頭13枚目 11–4 敢        | 東前頭2枚目 7–8          | 東前頭3枚目 7–8             |
| 2011年 （平成23年） | 東前頭4枚目 8–7         | 八百長問題 により中止   | 東前頭2枚目 3–12        | 東前頭9枚目 11–4 敢         | 東前頭筆頭 10–5          | 西小結 4–11                 |
| 2012年 （平成24年） | 東前頭4枚目 7–8         | 西前頭5枚目 11–4        | 東小結 4–11             | 東前頭6枚目 9–6             | 東前頭3枚目 9–6          | 西小結 4–11                 |
| 2013年 （平成25年） | 東前頭5枚目 休場 0–0–15 | 東十両筆頭 休場 0–0–15  | 西十両14枚目 9–6        | 西十両6枚目 9–6             | 西前頭13枚目 10–5        | 東前頭4枚目 5–10            |
| 2014年 （平成26年） | 西前頭7枚目 休場 0–0–15 | 西十両2枚目 優勝 14–1   | 東前頭7枚目 9–6         | 東前頭2枚目 1–5–9           | 東前頭13枚目 休場 0–0–15 | 西十両9枚目 休場 0–1–14     |
| 2015年 （平成27年） | 東幕下7枚目 引退 0–0–3  | x                       | x                       | x                           | x                        | x                           |
| 各欄の数字は、「勝ち-負け-休場」を示す。 優勝 引退 休場 十両 幕下 三賞：敢=敢闘賞、殊=殊勲賞、技=技能賞 その他：★=金星 番付階級：幕内 - 十両 - 幕下 - 三段目 - 序二段 - 序ノ口 幕内序列：横綱 - 大関 - 関脇 - 小結 - 前頭（「#数字」は各位内の序列） |                         |                         |                         |                             |                          |                             |